# Cantar de Bernardo del Carpio

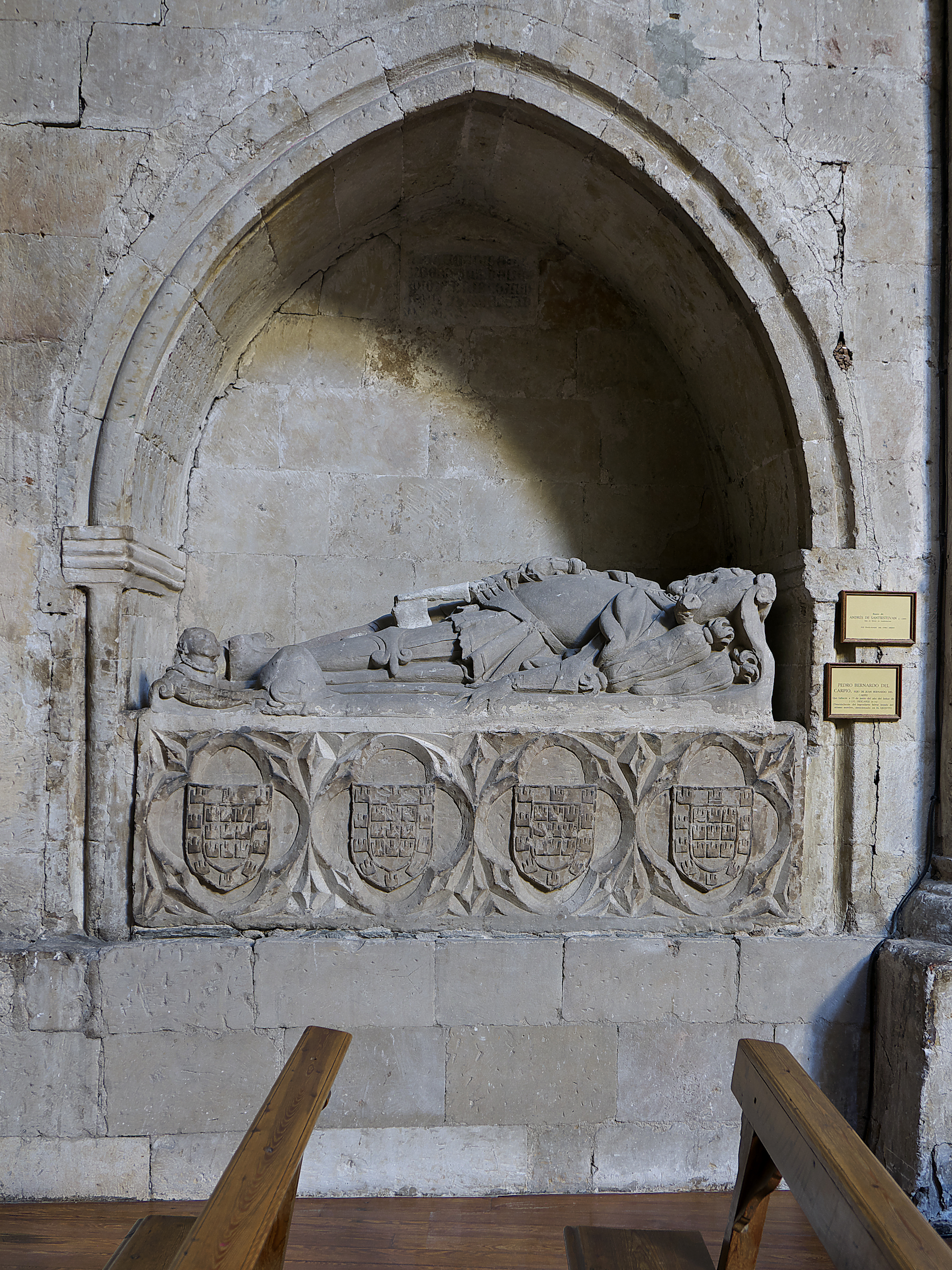
Sepulcro de Pedro Bernardo del Carpio (1135), descendiente del legendario Bernardo del Carpio, en la antigua iglesia de San Martín de Salamanca.

El Cantar de Bernardo del Carpio es un perdido cantar de gesta castellano, posiblemente de entre la segunda mitad del siglo XII y la primera mitad del XIII.
se acude a él en las crónicas de Lucas de Tuy y Rodrigo Jiménez de Rada; pero ambos resumen muy brevemente su contenido. También hay varios pasajes sobre el héroe y sus hazañas en el Poema de Fernán González. Algunos afirman que pudo ser un personaje histórico real. Aparece prosificado por vez primera en la Estoria de España del taller de Alfonso X de Castilla, donde su leyenda ocupa los capítulos 617, 619, 621, 623, 648-652 y 654-656. Algunos afirman que el texto ofrece dos versiones incompatibles sobre el origen del héroe y por tanto debieron existir dos tradiciones épicas distintas sobre el mismo. Sea como fuere, este cantar de gesta todavía se seguía oyendo a fines del siglo XIV: el canciller Pero López de Ayala cuenta en su Historia de la casa de Ayala (1398) que:
Este don Bernal Sánchez pasó por grandes fechos, maguer los juglares cuéntanlos a su manera e de otro modo que ellos fueron.
Uno sería el cantar sobre un Bernardo del Carpio hispánico, auspiciado por un culto en torno a la sepultura del héroe en el Monasterio de Santa María la Real de Aguilar de Campoo, y tendría por temas la restauración del honor familiar y el vasallo rebelde; acaece en la corte de Alfonso II de Asturias, llamado el Casto, donde Bernardo es fruto de los amores clandestinos entre la hermana del monarca Jimena y el conde de Saldaña Sancho o Sanz Díaz. Criado por el propio rey, el joven se rebelará contra él al saber que Alfonso, sin heredero, quiere entregar el reino a Carlomagno. Junto al rey de Zaragoza, lucha contra los franceses y mata a Roldán en Roncesvalles. Perdonado, regresa a la corte y descubre que su padre está encarcelado. Otra vez se alza contra Alfonso, quien, al final, le entrega al conde Sanz Díaz, pero muerto sobre un caballo. El héroe marcha a Francia, de donde regresa para instalarse en Ribagorza.
El otro sería un cantar ambientado en la corte de Alfonso III e inspirado por material de la épica carolingia francesa. Bernardo es hijo de doña Tímbor, hermana de Carlomagno; lucha también contra los franceses, pero termina reconciliándose con el emperador y lo ayuda contra sus enemigos. Pero esta tesis sobre una segunda tradición, formulada por W. J. Entwistle, no es apoyada por C. Cirot ni Luis Rubio García. Se suele decir que la primera tradición surgió como reacción nacionalista a la más antigua carolingia, pero hay quien afirma lo contrario.
El personaje de Bernardo del Carpio se hizo famoso en Castilla como ejemplo de amor filial e inspiró un caudaloso Romancero viejo y sobre todo nuevo análogo al que inspiró la figura de otro héroe castellano, Rodrigo Díaz de Vivar; en el Siglo de Oro Juan de la Cueva, Agustín Alonso, Lope de Vega y Álvaro Cubillo de Aragón escribieron tragedias sobre el personaje y el más importante poema épico culto del siglo XVII, El Bernardo (1624) de Bernardo de Balbuena, trata sobre su leyenda. También hay que mencionar el Bernardo del Carpio en Francia de Lope de Liaño (1739) y muchos otros testimonios posteriores. En la dedicatoria a su Persiles, Miguel de Cervantes dejó escrito que quería componer una obra sobre este tema; quizá una novela caballeresca o más probablemente un poema de épica  culta, pero murió poco después.